# Saint-André (Savoie)

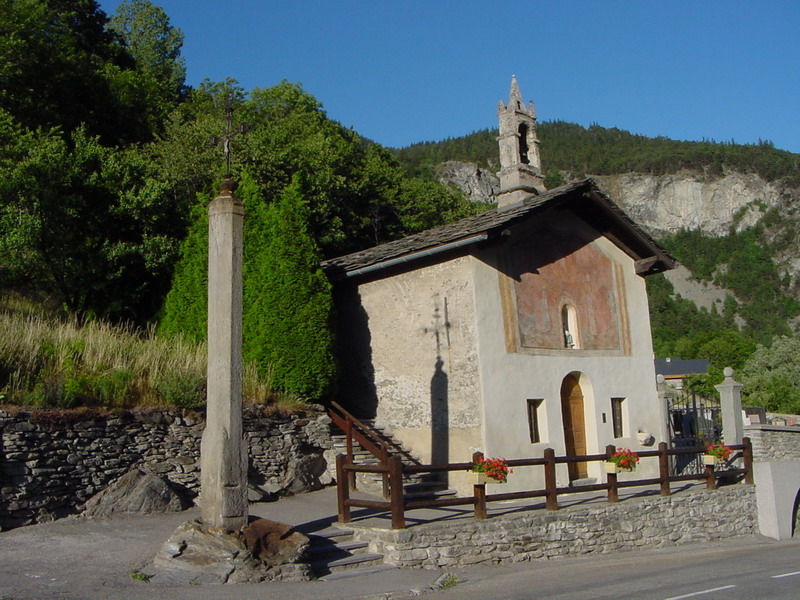
Kerk van Saint-André

Saint-André is een gemeente in het Franse departement Savoie (regio Auvergne-Rhône-Alpes) en telt 452 inwoners (1999). De plaats maakt deel uit van het arrondissement Saint-Jean-de-Maurienne.

## Geografie
De oppervlakte van Saint-André bedraagt 29,9 km², de bevolkingsdichtheid is 15,1 inwoners per km².
De onderstaande kaart toont de ligging van Saint-André (Savoie) met de belangrijkste infrastructuur en aangrenzende gemeenten.

## Demografie
Onderstaande figuur toont het verloop van het inwonertal (bron: INSEE-tellingen).